# Dai zek lo
Pour plus de détails, voir Fiche technique et Distribution.
Dai zek lo (大只佬/大块头有大智慧, litt. « Le Costaud à la grande sagesse ») est un film hongkongais produit et réalisé par Johnnie To et Wai Ka-fai et sorti en 2003 à Hong Kong. Il se veut une parabole bouddhiste sur la nature du karma.
C'est le deuxième film d'Andy Lau dans lequel il porte un costume entier de prothèses. Dans le premier, Love on a Diet (2001), il portait un costume pour le grossir, tandis qu'ici, il en porte pour apparaître très musclé.
Dai zek lo est un succès critique et commercial avec 26 339 848 HK$ de recettes au box-office hongkongais, ce qui en fait le troisième plus grand succès de l'année sur le territoire, et a reçu 13 nominations à la 23e cérémonie des Hong Kong Film Awards, remportant celui de meilleur film, meilleur scénario et meilleur acteur pour Lau, qui remporte ce prix pour la deuxième fois après Running Out of Time en 2000. En outre, la prestation de Lau dans le film lui vaut également de recevoir le Hong Kong Film Critics Society Award du meilleur acteur et le Chinese Film Media Awards (en) du meilleur acteur de la région Hong Kong/Taïwan.

## Synopsis
Strip-teaseur doux, affable et doté d'une musculature imposante, Big (Andy Lau) est un ancien moine bouddhiste qui possède le don de voir le « karma » de certaines personnes, ce qui signifie qu'il est capable de prédire ce qui arrivera à celles-ci. Il va se servir de ce don bien particulier pour aider Lee Fung-yee (Cecilia Cheung), une jeune inspectrice de police, à arrêter un criminel très dangereux et très violent. Mais leur enquête va les mener beaucoup plus loin qu'ils ne l'imaginaient : aux confins de leurs origines.

## Fiche technique
- Titre original : 大隻佬 (Dai zek lo)
- Réalisation : Johnnie To et Wai Ka-fai
- Scénario : Au Kin-yee, Wai Ka-fai, Yau Nai-hoi et Yip Tin-shing (en)
- Production : Johnnie To et Wai Ka-fai
- Société de production : One Hundred Years of Film et Milkyway Image
- Société de distribution : China Star Entertainment Group
- Musique : Cacine Wong
- Photographie : Cheng Siu-keung
- Montage : Law Wing-cheong
- Pays d'origine : Hong Kong
- Format : Couleurs - 1,85:1 - Dolby Digital - 35 mm
- Genre : Action, drame et thriller
- Durée : 100 minutes
- Date de sortie : 27 septembre 2003 (Hong Kong)

## Distribution
- Andy Lau : Big
- Cecilia Cheung : Lee Fung-yee
- Cheung Siu-fai : L'inspecteur Chung
- Wong Chun
- Karen Tong

## Récompenses
- Nominations pour les meilleures chorégraphies (Bun Yuen), meilleurs costumes et maquillages, meilleure chanson (Shen wai qing) et meilleurs effets visuels (Stephen Ma), lors du Golden Horse Film Festival 2004.
- Nominations pour les meilleures chorégraphies (Bun Yuen), meilleure actrice (Cecilia Cheung), meilleure direction artistique, meilleurs costumes et maquillages, meilleur réalisateur, meilleur montage (Law Wing-cheong), meilleure chanson (Sun oi ching), meilleurs effets sonores, meilleur second rôle masculin (Cheung Siu-fai) et meilleurs effets visuels (Stephen Ma), lors des Hong Kong Film Awards 2004.
- Prix du meilleur acteur (Andy Lau), meilleur film et meilleur scénario, lors des Hong Kong Film Awards 2004.
- Prix du film du mérite, meilleur acteur (Andy Lau), meilleure actrice (Cecilia Cheung) et meilleur scénario, lors des Hong Kong Film Critics Society Awards 2004.